# Thorsten Sendt
Thorsten Sendt (* 25. Juni 1974) ist ein ehemaliger deutscher Eishockeyspieler, der mit den Kölner Haien 1995 die deutsche Meisterschaft gewinnen konnte.

## Karriere
Sendt stand ab der Saison 1993/94 im Kader der Kölner Haie. Ein Jahr später konnte er mit dem KEC die deutsche Meisterschaft gewinnen. Er wurde mit seinem Verein somit der erste Meister der vor der Spielzeit neu eingeführten Deutschen Eishockey Liga. Im Sommer 1995 wechselte Sendt in die damals zweitklassige 1. Liga Nord zum EV Duisburg. In Duisburg absolvierte der Verteidiger insgesamt 45 Partien und erzielte dabei 28 Scorerpunkte.
Nach weiteren Engagements in den folgenden Jahren bei den Ratinger Ice Aliens und dem EHC Solingen, unterschrieb er zur Saison 2000/01 einen Vertrag beim ESV Bergisch Gladbach. Dort war er zwei Spielzeiten aktiv. Im Jahr 2003 beendete Sendt seine aktive Eishockeykarriere, nachdem er zuvor noch einmal im Kader des Grefrather EC 2001 stand.

## Erfolge und Auszeichnungen
- 1995 Deutscher Meister mit den Kölner Haien

## Karrierestatistik
| 1993/94         | Kölner Haie           | BL              | 27  | 1  | 0  | 1   | 8   |    |    |    |    |    |
| 1994/95         | Kölner Haie           | DEL             | 43  | 1  | 4  | 5   | 28  | 18 | 0  | 2  | 2  | 8  |
| 1995/96         | EV Duisburg           | 1. LN           | 43  | 13 | 14 | 27  |     | 2  | 1  | 0  | 1  |    |
| 1998/99         | Ratinger Ice Aliens   | 1. LN           | 53  | 5  | 9  | 14  | 26  |    |    |    |    |    |
| 1999/00         | EHC Solingen          | RL              | 14  | 3  | 9  | 12  | 61  |    |    |    |    |    |
| 2000/01         | ESV Bergisch Gladbach | RL              | 27  | 18 | 27 | 45  | 42  | 11 | 16 | 12 | 28 | 12 |
| 2001/02         | ESV Bergisch Gladbach | RL              | 29  | 18 | 21 | 39  | 14  |    |    |    |    |    |
| 2002/03         | Grefrather EC 2001    | RL              | 32  | 4  | 11 | 15  | 2   | 7  | 2  | 1  | 3  | 0  |
| Karriere gesamt | Karriere gesamt       | Karriere gesamt | 268 | 63 | 95 | 158 | 181 | 38 | 19 | 15 | 34 | 20 |

(Legende zur Spielerstatistik: Sp oder GP = absolvierte Spiele; T oder G = erzielte Tore; V oder A = erzielte Assists; Pkt oder Pts = erzielte Scorerpunkte; SM oder PIM = erhaltene Strafminuten; +/− = Plus/Minus-Bilanz; PP = erzielte Überzahltore; SH = erzielte Unterzahltore; GW = erzielte Siegtore; 1 Play-downs/Relegation; Kursiv: Statistik nicht vollständig)